# Miss Charm
Miss Charm es un concurso de belleza internacional con sede en Vietnam con la misión de promover la cultura, el turismo y las actividades educativas.
La actual Miss Charm es Rashmita Rasindran de Malasia, quien fue coronada el 21 de diciembre de 2024 en Ciudad Ho Chi Minh, Vietnam.

## Historia
Miss Charm se fundó el 8 de octubre de 2019 como Miss Charm International y luego se renombró como Miss Charm. El concurso es propiedad de Elite Vietnam, una empresa de entretenimiento con sede en Ciudad Ho Chi Minh, Vietnam.
Sin embargo, debido al brote de COVID-19, la primera edición de Miss Charm se pospuso varias veces en dos años. El 17 de noviembre de 2022, en el Lotte Hotel Saigon, rueda de prensa para relanzar el concurso tras el retraso. En esta ocasión, el nombre del concurso se acortó oficialmente a simplemente «Miss Charm» y se reveló que el premio para la ganadora de la primera edición sería de $100,000.

## Coronas de Miss Charm
La corona oficial de Miss Charm fue realizada por el diseñador de joyas mexicano Ricardo Patraca, a un costo estimado de US$150,000. La corona está inspirada en la hoja de laurel que es símbolo de victoria y gloria. Destaca la corona en tonos blancos y rojos, engastada con más de 6.000 piedras preciosas, que simboliza el amor, la emoción, el coraje y la pasión. Esta corona también está hecha a mano en plata mexicana y terminada en rodio. La imagen de la hoja en la corona simboliza los elementos de pureza, sencillez, frescura y vitalidad.

## Ediciones
La siguiente es una lista de la edición e información del concurso Miss Charm.
| Edición | Año  | Fecha           | Recinto sede                          | País sede | Ref.                 |
| ------- | ---- | --------------- | ------------------------------------- | --------- | -------------------- |
| 1       | 2023 | 16 de febrero   | Hoa Binh Theater, Ciudad Ho Chi Minh  | Vietnam   | [ 16 ] [ 17 ] [ 18 ] |
| 2       | 2024 | 21 de diciembre | Nguyen Du Stadium, Ciudad Ho Chi Minh | Vietnam   | [ 19 ] [ 20 ]        |

## Ganadoras

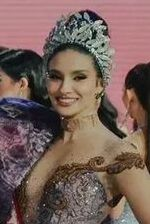
Luma Russo, Miss Charm 2023

### Lista de ganadoras de Miss Charm
| Edición | País    | Candidata          | Título nacional          | Sede                        | Número de candidatas |
| ------- | ------- | ------------------ | ------------------------ | --------------------------- | -------------------- |
| 2023    | Brasil  | Luma Russo         | Miss Charm Brasil 2023   | Ciudad Ho Chi Minh, Vietnam | 38                   |
| 2024    | Malasia | Rashmita Rasindran | Miss Charm Malaysia 2024 | Ciudad Ho Chi Minh, Vietnam | 36                   |

### Países por número de victorias
| País/Territorio | Títulos | Años |
| --------------- | ------- | ---- |
| Brasil          | 1       | 2023 |
| Malasia         | 1       | 2024 |

### Lista de finalistas de Miss Charm
| Edición | Primera finalista              | Segunda finalista            |
| ------- | ------------------------------ | ---------------------------- |
| 2023    | Annabelle McDonnell Filipinas  | Olivia Tan Indonesia         |
| 2024    | Alana Deutsher-Moore Australia | Nguyễn Thị Quỳnh Nga Vietnam |